# YaMZ-238

El YaMZ-238 es un motor diésel producido por la firma OJSC Avtodizel, como el propulsor principal de vehículos de tipo tractocamión como el Ural-6361, así como en blindados derivados del casco MT-LB.

## Descripción
Es un motor con bloque en V, de 8 cilindros, que desarrolla entre 240 caballos (179 kW) a 340 caballos (254 kW) , el cual es usado principalmente para propulsar un tipo de chasis blindado (serie MT-LB), y otras clases de blindados.

## Especificaciones
| Tipo:           | Cilindros en V8, a 90 grados. Motor de 4 tiempos, tipo diésel |
| Calibre:        | 130,5 milímetros (5 plg)                                      |
| Carrera:        | 140,5 milímetros (6 plg)                                      |
| Desplazamiento: | de 14,6 a 24,7 Litros                                         |

|             | Peso en seco              |
| ----------- | ------------------------- |
| YaMZ-238    | 1615 kilogramos (3560 lb) |
| YaMZ-238.1  | 1158 kilogramos (2553 lb) |
| YaMZ-238B3  | 1130 kilogramos (2491 lb) |
| YaMZ-238N1  | 1210 kilogramos (2668 lb) |
| YaMZ-238B20 | 1520 kilogramos (3351 lb) |

|                                         | YaMZ 238             | YaMZ 238.1           | YaMZ-238B3                  | YaMZ 238M3                  | YaMZ 238B20                 | YaMZ 238B30                 |
| --------------------------------------- | -------------------- | -------------------- | --------------------------- | --------------------------- | --------------------------- | --------------------------- |
| Supercargador:                          | turbocargador simple | turbocargador simple | turbocargador gemelo        | turbocargador simple        | turbocargador simple        | turbocargador gemelo        |
| Sistema de alimentación de combustible: | Inyección            | Inyección            | Inyección                   | Inyección                   | Inyección                   | Inyección                   |
| Tipo de combustible:                    | ACPM policarburante  | ACPM policarburante  | ACPM policarburante         | ACPM policarburante         | ACPM policarburante         | ACPM policarburante         |
| Ignición                                | Compresión           | Compresión           | Electromagnético compresión | Electromagnético compresión | Electromagnético compresión | Electromagnético compresión |

|             | Potencia total:                  | Potencia específica:             | Relación peso-potencia: |
| ----------- | -------------------------------- | -------------------------------- | ----------------------- |
| YaMZ-238    | 240 caballos (179 kW) a 2100 rpm | 120 Newtons-kilogramo a 2100 rpm |                         |
| YaMZ-238.1  | 300 caballos (224 kW) a 2100 rpm | 125 Newtons-kilogramo a 2100 rpm |                         |
| YaMZ-238B3  | 300 caballos (224 kW) a 2100 rpm | 120 Newtons-kilogramo a 2100 rpm |                         |
| YaMZ-238B20 | 300 caballos (224 kW) a 2100 rpm | 120 Newtons-kilogramo a 2100 rpm |                         |
| YaMZ-238M2  | 450 caballos (336 kW) a 2100 rpm | 125 Newtons-kilogramo a 2100 rpm |                         |

## Usos

### Civiles
- Camiones de la planta Kamaz
- Ural-6361
- Plantas generadoras de electricidad[3]

### Militares
- BMP-1
- BMP-3
- BTR-82A

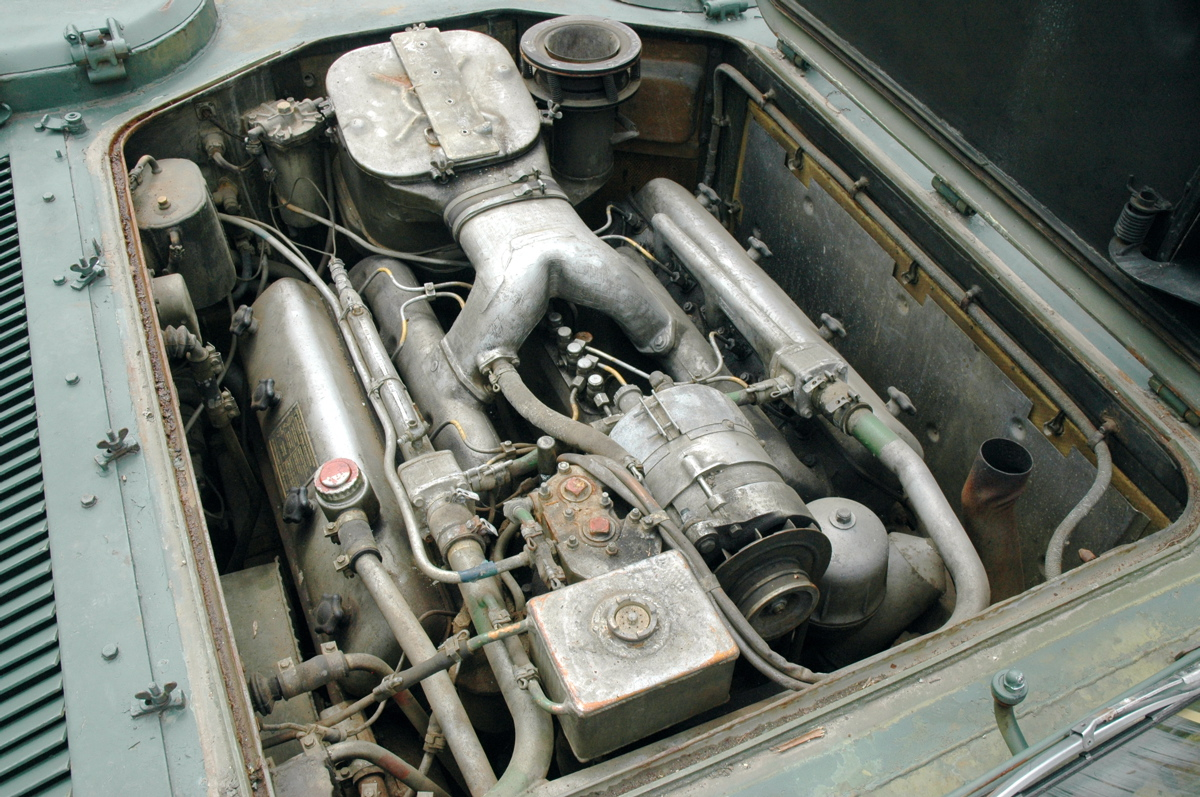
Un MT-LB, equipado con el motor YaMZ-238.1, variante militar del YaMZ-238.

- MT-LB - Chasis y sus derivados, tanto en los primeros modelos, como en sus modernizaciones:

- BTR-50
- PT-76
- Tor-M
- MT-LBu